# Trampolino Heini Klopfer
Il trampolino Heini Klopfer (nome ufficiale, in tedesco: Heini-Klopfer-Skiflugschanze, "trampolino per il volo con gli sci Heini Klopfer") è un trampolino situato a Oberstdorf, in Germania. È uno dei quattro trampolini per il volo con gli sci in funzione nel mondo ed è intitolato al saltatore con gli sci e architetto Heini Klopfer, che fu uno dei suoi costruttori.

## Storia
Inaugurato nel 1950 e più volte profondamente ristrutturato, l'impianto ha ospitato le gare dei Campionati mondiali di volo con gli sci nel 1973, nel 1981, nel 1988, nel 1998 e nel 2008.

## Caratteristiche
Il trampolino per il volo HS 235 ha il punto K a 200 m e il primato di distanza appartiene al norvegese Daniel Andre Tande (238,5 m nel 2018).